# Skaftö distrikt
Skaftö distrikt är ett distrikt i Lysekils kommun och Västra Götalands län. 
Distriktet ligger vid kusten, söder om Lysekil. 

## Tidigare administrativ tillhörighet
Distriktet inrättades 2016 och utgörs av socknen Skaftö i Lysekils kommun.
Området motsvarar den omfattning Skaftö församling hade vid årsskiftet 1999/2000.